# Megaselia villicauda
Megaselia villicauda är en tvåvingeart som beskrevs av Schmitz 1927. Megaselia villicauda ingår i släktet Megaselia och familjen puckelflugor. Arten är reproducerande i Sverige. Inga underarter finns listade i Catalogue of Life.